# Briosco
Briosco é uma comuna italiana da região da Lombardia, província de Monza e Brianza, com cerca de 5.610 habitantes. Estende-se por uma área de 6 km², tendo uma densidade populacional de 935 hab/km². Faz fronteira com Inverigo (CO), Veduggio con Colzano, Renate, Besana in Brianza, Giussano, Carate Brianza, Verano Brianza.

## Demografia
| Variação demográfica do município entre 1861 e 2011                               |
|                                                                                   |
| Fonte: Istituto Nazionale di Statistica (ISTAT) - Elaboração gráfica da Wikipedia |